# Liste von Jazzfestivals in Tschechien
In der Liste von Jazzfestivals in Tschechien sind Jazz-Veranstaltungen aufgeführt, die in Tschechien regelmäßig stattfinden.
| Festival                     | seit | Monat   | Ort                                             | Nachweis |
| ---------------------------- | ---- | ------- | ----------------------------------------------- | -------- |
| Mladí Ladí Jazz              | ?    | April   | Černošice                                       |          |
| JazzFestBrno                 | 2002 | April   | Brünn                                           | ,        |
| Ostrava Jazz Night           | 2004 | April   | Ostrava                                         |          |
| Agharta Prague Jazz Festival | 1964 | Juni    | Prag                                            |          |
| Jazz Open Ostrava            | 2006 | Juni    | Ostrava                                         |          |
| Bohemia Jazz Fest            | 2006 | Juli    | Prag, Prachatice, Domažlice, Plzeň, Tábor u. a. |          |
| Jazz Goes to Town            | 1994 | Oktober | Hradec Králové                                  |          |
| Jazzfest Karlovy Vary        | 2001 | Oktober | Karlovy Vary                                    |          |